# Nina Kennedy
Nina Kennedy, née le 5 avril 1997 à Busselton, est une athlète australienne spécialiste du saut à la perche, championne du monde en 2023 à Budapest et championne olympique en 2024 à Paris.

## Biographie
Nina Kennedy commence le saut à la perche en 2010, à l'âge de 13 ans, et saute dès sa première année 3,25 m. Elle passe pour la première fois la barre des 4 mètres le 15 mars 2012 à Sydney avec 4,05 m.
En 2013, elle porte son record à 4,31 m et est sélectionnée pour représenter l'Australie aux championnats du monde cadets à Donetsk, compétition à laquelle elle termine à la 5e place (4,05 m). L'année suivante, elle échoue au pied du podium des championnats du monde juniors de Eugene avec 4,40 m, record personnel.
Le 14 février 2015, Kennedy signe un nouveau record du monde junior du saut à la perche à Perth avec 4,59 m, améliorant d'un centimètre l'ancienne marque détenue par la Suédoise Angelica Bengtsson depuis 2012. Le 24 mai, ce record est battu par la Vénézuélienne Robeilys Peinado avec 4,60 m. Qualifiée grâce à cette performance pour ses premiers championnats du monde séniors à Pékin, l'Australienne échoue le 22 août à se qualifier pour la finale, ne parvenant pas à effacer sa première barre de concours placée à 4,15 m.
En 2016, lors de la saison australienne, elle ne réussit que 4,30 m. Sélectionnée pour ses seconds championnats du monde juniors, se déroulant à Bydgoszcz, elle échoue à nouveau lors de sa barre d'entrée en qualifications, à 3,95 m, et termine donc dernière.
En 2017, elle semble retrouver son niveau en franchissant 4,55 m à Perth, la seconde meilleure performance de sa carrière. Mais, blessée, elle est contrainte de déclarer forfait pour les championnats du monde de Londres.
Le 2 février 2018, à Perth, Kennedy bat son record personnel en effaçant une barre à 4,60 m. Une semaine plus tard, elle confirme en sautant 4,71 m, améliorant son record de onze centimètres et réalisant les minimas pour les championnats du monde d'athlétisme en salle de Birmingham. Sa série de belles performances continue le 17 février en remportant son premier titre de championne d'Australie, avec 4,60 m, égalant le record des championnats d'Alana Boyd, datant de 2015. Le 25 février, l'Australienne participe à sa première compétition en salle de sa vie, à l'occasion du All Star Perche de Clermont-Ferrand : elle termine 8e en signant un nouveau record personnel à 4,62 m. Le 3 mars, Kennedy termine 8e de la finale des championnats du monde en salle de Birmingham avec une marque de 4,60 m.
En décembre 2020, Nina Kennedy franchit 4,70 m, hauteur qualificative aux Jeux de Tokyo. En 2021, elle bat le record national en passant 4,82 m, soit un centimètre de mieux que les 4,81 m d'Alana Boyd qui dataient de 2016.
Lors des championnats du monde 2022 à Eugene, elle décroche la médaille de bronze avec 4,80 m, devancée par les Américaines Katie Moon et Sandi Morris.

### Championne du monde à Budapest (2023)
Le 23 août 2023 à Budapest, l'Australienne est sacrée championne du monde, ex-aequo avec l'Américaine Katie Moon. Les deux femmes ont en effet effectué le même nombre d'essais durant le concours, franchissant toutes les deux 4,90 m à leur troisième tentative. Elles décident d'un commun accord de se partager la médaille d'or, ce qui est une première au saut à la perche dans l'histoire des Mondiaux, hommes et femmes confondus.
Une semaine plus tard, Kennedy s'impose avec 4,91 m au meeting de la Ligue de diamant de Zurich, signant ainsi son record personnel et la meilleure performance mondiale de la saison. 

### Championne Olympique à Paris (2024)
Le 7 août 2024, l'Australienne remporte la finale des Jeux olympiques de Paris et devance l'Américaine Katie Moon en argent et la Canadienne Alysha Newman en bronze.

## Palmarès
| Date | Compétition                    | Lieu             | Résultat | Marque |
| ---- | ------------------------------ | ---------------- | -------- | ------ |
| 2013 | Championnats du monde cadets   | Donetsk          | 5e       | 4,05 m |
| 2014 | Championnats du monde juniors  | Eugene           | 4e       | 4,40 m |
| 2018 | Championnats du monde en salle | Birmingham       | 8e       | 4,60 m |
| 2018 | Jeux du Commonwealth           | Gold Coast       | 3e       | 4,60 m |
| 2022 | Championnats du monde          | Eugene           | 3e       | 4,80 m |
| 2022 | Jeux du Commonwealth           | Birmingham       | 1re      | 4,60 m |
| 2022 | Ligue de diamant               | Ligue de diamant | 1re      |        |
| 2023 | Championnats du monde          | Budapest         | 1re      | 4,90 m |
| 2024 | Jeux olympiques                | Paris            | 1re      | 4,90 m |

### National
- Championnats d'Australie :
  - vainqueur en 2018
  - 2e en 2012, 2015 et 2016
  - 3e en 2013

## Records
| Épreuve          | Épreuve   | Marque      | Lieu     | Date         |
| ---------------- | --------- | ----------- | -------- | ------------ |
| Saut à la perche | Plein air | 4,90 m (NR) | Budapest | 23 aout 2023 |
| Saut à la perche | En salle  | 4,91 m (NR) | Zurich   | 30 août 2023 |